# Андрија Шумановац
Андрија Шумановац (Бошњаци, 30. новембар 1801 — Бошњаци, 2. јул 1873) био је славонски католички свештеник и богослов, српског поријекла.

## Поријекло
Андрија Торкват Брлић, Србин католичке вјере из Брода на Сави је писао да је: Славонија скоро изкључиво напучена Сербством римске и герчке цркве. У Славонији, у којој су католичке државне власти вјековима спроводиле унијаћење и покатоличавање православних, поред покатоличених Шумановаца, било је код Славонског Брода (Трњани) и православних Срба Шумановаца, као и у Винковцима др Павле Шумановац, адвокат  и уредник часописа Славонија. У Славонији постоји и село Шумановци.

## Школовање
Пучку школу завршио је у свом родном селу, а гимназију у Винковцима. Године 1820. ступио је у ђаковачко сјемениште гдје је двије године студирао философију и једну годину богословље. 1823. године одлази у Пешту гдје је 1827. године свршио богословију и 21. октобра исте године постаје свјештеник. Младу мису служио је 15. новембра у родним Бошњацима. Служио је као капелан у Врпољу, а у том раздобљу је завршио постдипломске студије и постаје доктор богословља.

## Црквена служба
Именован је за професора философије у бискупијском лицеју у Ђакову гдје је био три године, а послије постаје и професор догматике. Године 1835. постао је сениор и професор црквене историје и права. Живио је 14 година као професор, постао је жупник у Градишту, 12. новембра 1844. године. Др. Андрија Шумановац је био предавач Штросмајеру, Тординцу, Топаловићу... По свом надалеко познатом знању и узорном свјештеничком позиву, покушавао је да препороди жупу, а како је 1851. године постао декан, настојао је то учинити на читавом простору деканата. Као учен и практичан богослов, био је носилац цијелог вјерског живота оног времена. Први даје иницијативу, а Ординаријату су његове замисли служиле као примјер дјеловања за цијелу бискупију. У том смислу посебно се истакао у погледу хришћанске науке, примијењене у цркви, школи и путем мисија, црквеног пјевања. У то вријеме у Жупањи је био жупник Антун Човић, у Штитару Адалберт Кнежевић, у Церни Иван Фербер и Мијо Анаковић, у Ретковцима Сигмунд Емановић, у Иванкову Даниел Пацхман. Све су то били људи са искуством и укључени у токове свога времена. Они су читали страну литературу, користили се страним часописима. Тако под утицајем Шумановца примају њемачке часописе и упознавају нове црквено-пастирске смјернице, које су настојали провести у тим крајевима. Поучен примјерима других католичких народа, увидио је потребу устроја посебних вјерских удружења, које ће давати духовним пастирима одлучујућу подршку. Већ на првој корони 1853. године упозорава своје колеге на раширени покрет у Загребачкој надбискупији оснивања братовштина Вјечног Ружарија. Шумановац истиче у првом реферату потребу нових братовштина које ће донијети велику корист, већ тиме што ће се вјерници удружити и својим животом и молитвама показивати примјер другима. Дјеловање свјештеника Шумановца оставило је велики траг католичких настојања у Славонији. Од 1. новембра 1855. године, на његово мјесто свјештеника у Градишту долази Мато Топаловић. По наруџби Штросмјера 1860. је урадио нови катихизис (уџбеник за вјеронауку).